# Graphite/diamond
「graphite/diamond」（グラファイト/ダイヤモンド）は、May'nの楽曲。18枚目のシングルとして2019年11月20日にStray Catsから発売された。

## 概要
表題曲「graphite/diamond」は、テレビアニメ『アズールレーン』のオープニング主題歌に使用された。
アーティスト盤（XNST-10013）とアニメ盤（XNST-10014）の2種リリースで、アーティスト盤にはMusic Videoを収録したDVDが同梱されている。
アニメ盤の初回生産分にはAndroid端末専用のスマートフォン向けアプリゲーム『アズールレーン』内で使えるシリアルコードが付属した。

## シングル収録曲
| #         | タイトル                        | 作詞       | 作曲                    | 編曲                    | 時間  |
| --------- | ------------------------------- | ---------- | ----------------------- | ----------------------- | ----- |
| 1.        | 「graphite/diamond」            | 藤林聖子   | 高木龍一(Dream Monster) | 白戸佑輔(Dream Monster) | 4:15  |
| 2.        | 「涙の海を東へ」                | TAKU INOUE | JUVENILE                | やしきん                | 4:20  |
| 3.        | 「graphite/diamond」(Off Vocal) |            |                         |                         | 4:15  |
| 4.        | 「涙の海を東へ」(Off Vocal)     |            |                         |                         | 4:16  |
| 合計時間: | 合計時間:                       | 合計時間:  | 合計時間:               | 合計時間:               | 17:06 |